# 사회 간접 자본
사회 간접 자본(社會間接資本, 영어: social overhead capital, SOC)은 '사회적 간접자본', '사회자본', '간접자본' 등 여러 가지로 불리고 있는 사회과학 용어이다.

## 사회 간접 자본의 의미
운수(통신·용수), 그리고 전력 같은 동력 및 공중위생 등 산업 발전의 기반이 되는 여러 가지 공공시설을 말한다. 이 시설들은 대부분 정부나 지방 공공단체의 통제하에 있기 때문에 '사회적 자본'이라 불리며, 또한 특정 기업 또는 개인에게만 혜택이 돌아가는 게 아니라 다수의 기업 활동 또는 전체 공익과 관련되는 간접적 필요에 의해 마련되는 것이므로 '간접자본'이라고도 한다.

## 같이 보기
- 기반 시설